# Eric Hutchinson
Eric Russell Hutchinson (* 19. Juni 1965 in Launceston, Tasmanien) ist ein rechtskonservativer Politiker der Liberal Party of Australia und bekleidet seit 2017 das Amt des Administrators auf der Norfolkinsel in einem Australischen Außengebiet.

## Frühes Leben
Hutchinson wuchs in Launceston auf und ging dort zur Schule. Ein Studium schloss er mit einem Associate Degree ab. Er und seine Frau Amanda haben zwei Söhne. Eric Hutchinson betätigte sich auch als Schiedsrichter im Australian Football und war als Mountainbiker aktiv.
Hutchinson arbeitete in verschiedenen Firmen, die weltweit Wolle exportieren, darunter zunächst 12 Jahre in Melbourne und später 16 Jahre in Tasmanien.

## Politik
Nachdem er erfolgreich bei der Parlamentswahl in Australien 2013 im tasmanischen Wahlkreis Lyons für die Liberal Party kandidierte, war er ein Mitglied im Australischen Repräsentantenhaus. Seinen Sitz im Unterhaus verlor er bei der Parlamentswahl in Australien 2016.
Danach beschäftigte ihn Stephen Parry, der Präsident des Australischen Senats, als seinen Berater, eine Position, die mit einem Gehalt von 200.000 AUD dotiert ist.

## Administrator auf der Norfolkinsel

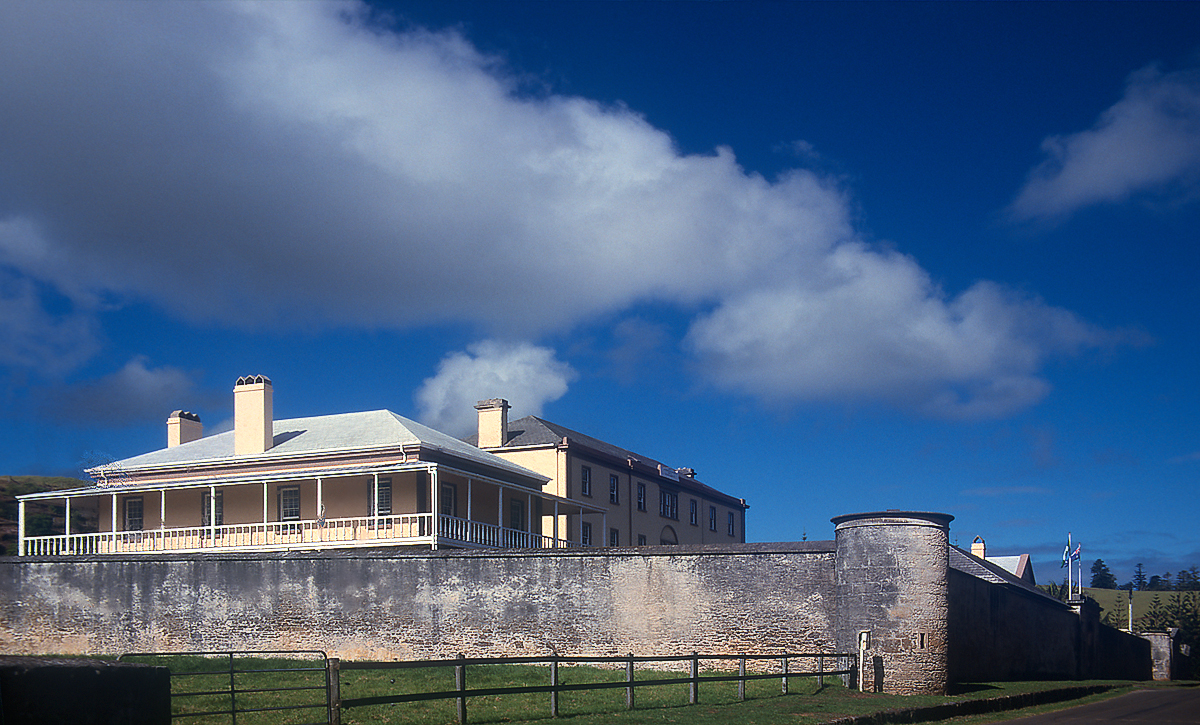
Amtssitz des Administrators

Am 1. April 2017 wurde Hutchinson entsprechend dem Erlass Norfolk Island Administrator Ordinance 2016 zum Administrator auf der Insel. Ihn ernannte der Generalgouverneur von Australien und das Federal Executive Council für die Dauer von zwei Jahren und im Februar 2019 wurde seine Dienstzeit um weitere zwei Jahre verlängert. Hutchinson residiert im historischen Gouvernment House in einem denkmalgeschützten Gebäudeteil der Kingston and Arthurs Vale Historic Area.
Im März 2020 befürchtete Hutchinson eine COVID-19-Pandemie auf der Norfolkinsel und verhängte einen Lockout für die Dauer von 32 Tagen, den er nach dem Ablauf der Frist am 21. April bis zum 31. Juni 2020 verlängerte.